# Чайкіно (Правдинський район)
Чайкіно (рос. Чайкино) — селище Правдинського району, Калінінградської області Росії. Входить до складу Желєзнодорожного міського поселення.
Населення —  22 особи (2015 рік). 

## Населення
| 2002 | 2010 |
| ---- | ---- |
| 23   | ↘22  |